# Et Folkesagn (film)
Et Folkesagn er en dansk stumfilm fra 1908 produceret af Nordisk Films Kompagni og instrueret af Viggo Larsen.
Filmen er en filmatisering af Bournonvilles ballet af samme navn. 

## Medvirkende
- Elith Pio
- Susanne Friis
- Viggo Larsen